# Oddziaływania termiczne
Oddziaływania termiczne – wpływ zmian temperatury na konstrukcje mechaniczne lub budowlane, traktowane są w mechanice konstrukcji jako obciążenia zewnętrzne, gdyż w wyniku rozszerzalności cieplnej mogą wywoływać naprężenia w elementach konstrukcyjnych, a nawet utratę ich stateczności.